# 1828年10月9日日食
1828年10月9日日食为一次在协调世界时1828年10月9日出現的日環食。該次日食食分為0.9623，食甚維持4分26秒。

## 概述
這次日食的食分是0.9623，環食維持4分26秒。

## 基本參數
- 類型：日環食
- 食甚資料：
  - 日期：1828年10月9日
  - 時間：0時7分47秒
  - 地點：13S 173E
  - 食分：0.9623
  - 日環食持續時間：4分26秒

## 文獻記錄
中國史書《清實錄》記載，「道光八年戊子，九月戊戌朔，日食。」經後人推算，西元1828年10月9日中國時區上午6點19分，北京可見食分0.10。

## 外部連結
- NASA日食專頁（页面存档备份，存于）（英文）